# Accessibilité aux personnes handicapées

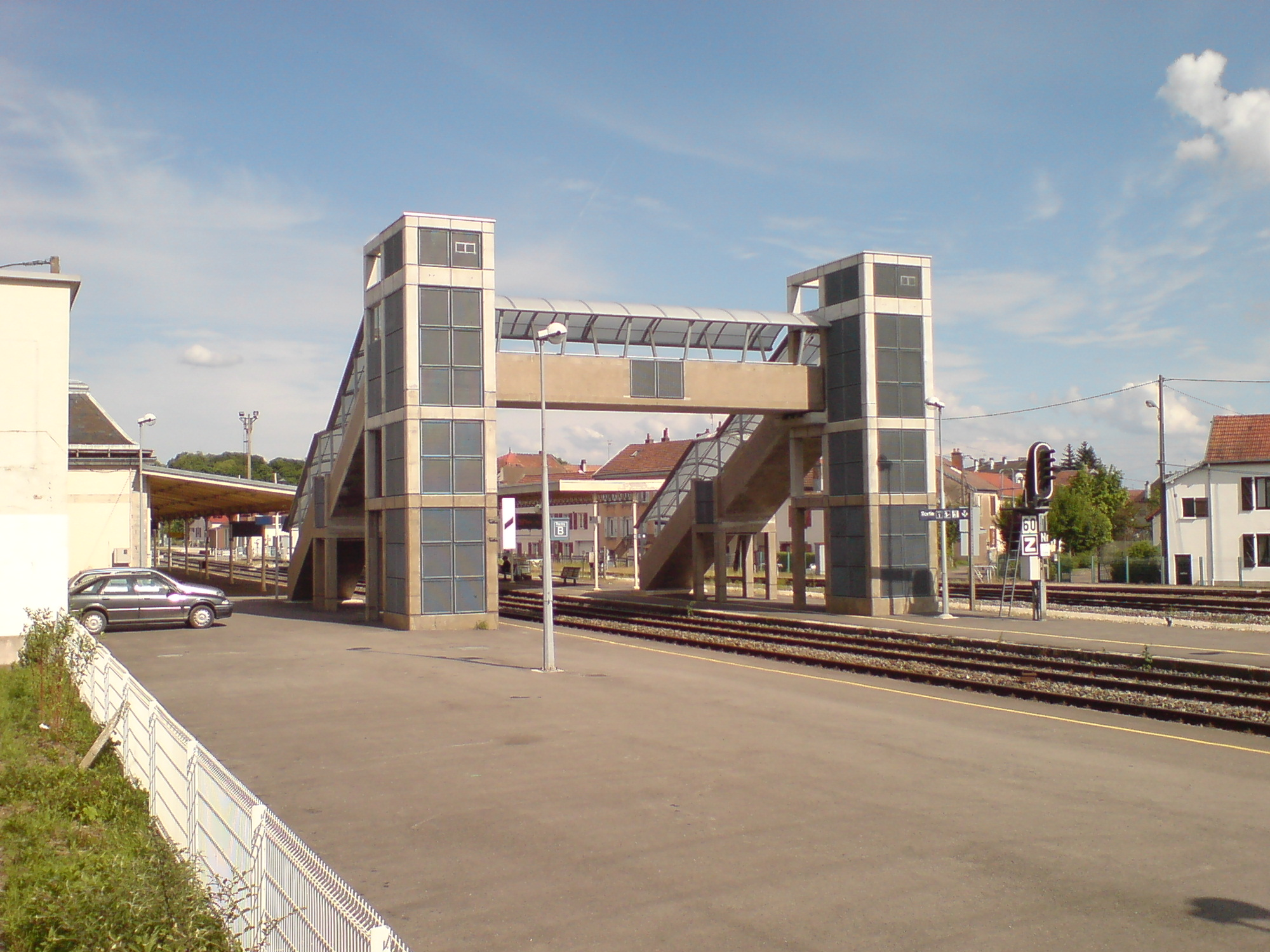
Cette passerelle est munie de deux ascenseurs pour permettre aux personnes handicapées de franchir la voie ferrée.

 (mars 2013).
 (mars 2011).
L'accessibilité aux personnes handicapées est la possibilité pour les personnes handicapées d'accéder à un lieu physique ou à des informations.
On entend généralement par accessibilité l'ensemble des possibilités économiques, matérielles, instrumentales, culturelles ou sociales mises à la disposition d'une personne handicapée.
En France, depuis 2006, les pouvoirs publics ont donné une définition à l'accessibilité :

« L’accessibilité permet l’autonomie et la participation des personnes ayant un handicap, en réduisant, voire supprimant, les discordances entre les capacités, les besoins et les souhaits d’une part, et les différentes composantes physiques, organisationnelles et culturelles de leur environnement d’autre part. L’accessibilité requiert la mise en œuvre des éléments complémentaires, nécessaires à toute personne en incapacité permanente ou temporaire pour se déplacer et accéder librement et en sécurité au cadre de vie ainsi qu’à tous les lieux, services, produits et activités. La société, en s’inscrivant dans cette démarche d’accessibilité, fait progresser également la qualité de vie de tous ses membres. »

- Accessibilité à un lieu physique pour une personne handicapée physique. Par exemple, pour un handicapé en fauteuil roulant, la présence d'une ou de plusieurs marches lui rend l'accès impossible à certains lieux, il est nécessaire qu'il y ait une rampe inclinée ou un ascenseur
- Accessibilité à des informations pour une personne handicapée sensorielle. Par exemple, une personne malvoyante ne pourra pas lire un texte écrit normal, il sera nécessaire qu'il soit en grands caractères sur un fond contrasté ou, pour un aveugle, converti en texte parlé, ou en braille. Une personne malentendante qui regarde la télévision ne pourra pas entendre les dialogues, il sera nécessaire qu'il y ait un sous-titre (ou une personne s'exprimant en langue des signes). Dans ces deux cas, la solution par le braille ou par la langue des signes est séduisante, mais incomplète : certaines personnes aveugles ou malvoyantes ne connaissent pas le braille ; de même, certaines personnes sourdes ou malentendantes ne connaissent pas la langue des signes.

Réglementairement, il existe l'arrêté du 1er août 2006 relatif à l'accessibilité des personnes handicapées aux établissements recevant du public et les installations ouvertes au public ; les logements sont aussi concernés. Tout permis de construire concernant un ERP/IOP doit comporter un dossier spécifique (plans et notice) pour répondre aux contraintes réglementaires.

## Actualité notable de la notion

### Union européenne
L'Union européenne avait décidé en décembre 2001 que l'année 2003 serait année européenne des personnes handicapées.

### France
Seize personnes dont certaines en fauteuil roulant étaient jugées en mars 2021 au tribunal de Toulouse pour avoir envahi en octobre 2018 les voies SNCF de la gare Matabiau et les pistes de l’aéroport Toulouse-Blagnac. Les prévenus manifestaient pour la défense des droits des personnes handicapées, bafoués selon eux à l’époque par la loi portant évolution du logement, de l'aménagement et du numérique (ELAN). Ils protestaient aussi pour une meilleure accessibilité urbaine aux personnes handicapées.

Le Palais de justice de Toulouse n'a pas pu s'adapter aux nécessités d'accueil des personnes handicapées. Odile Maurin et six autres prévenus en fauteuil roulant ont subi la double peine.
« Des audiences qui durent où rien n’est prévu pour nous accompagner aux toilettes, une camarade s’est fait dessus. Une autre qui a des difficultés d'élocution, ils n’ont pas mis d'interprète à sa disposition pour qu’elle puisse parler, s’exprimer comme elle en a tout à fait le droit », explique-t-elle.

## Accessibilité à un lieu physique
(avril 2014).

### Pour une personne handicapée physique

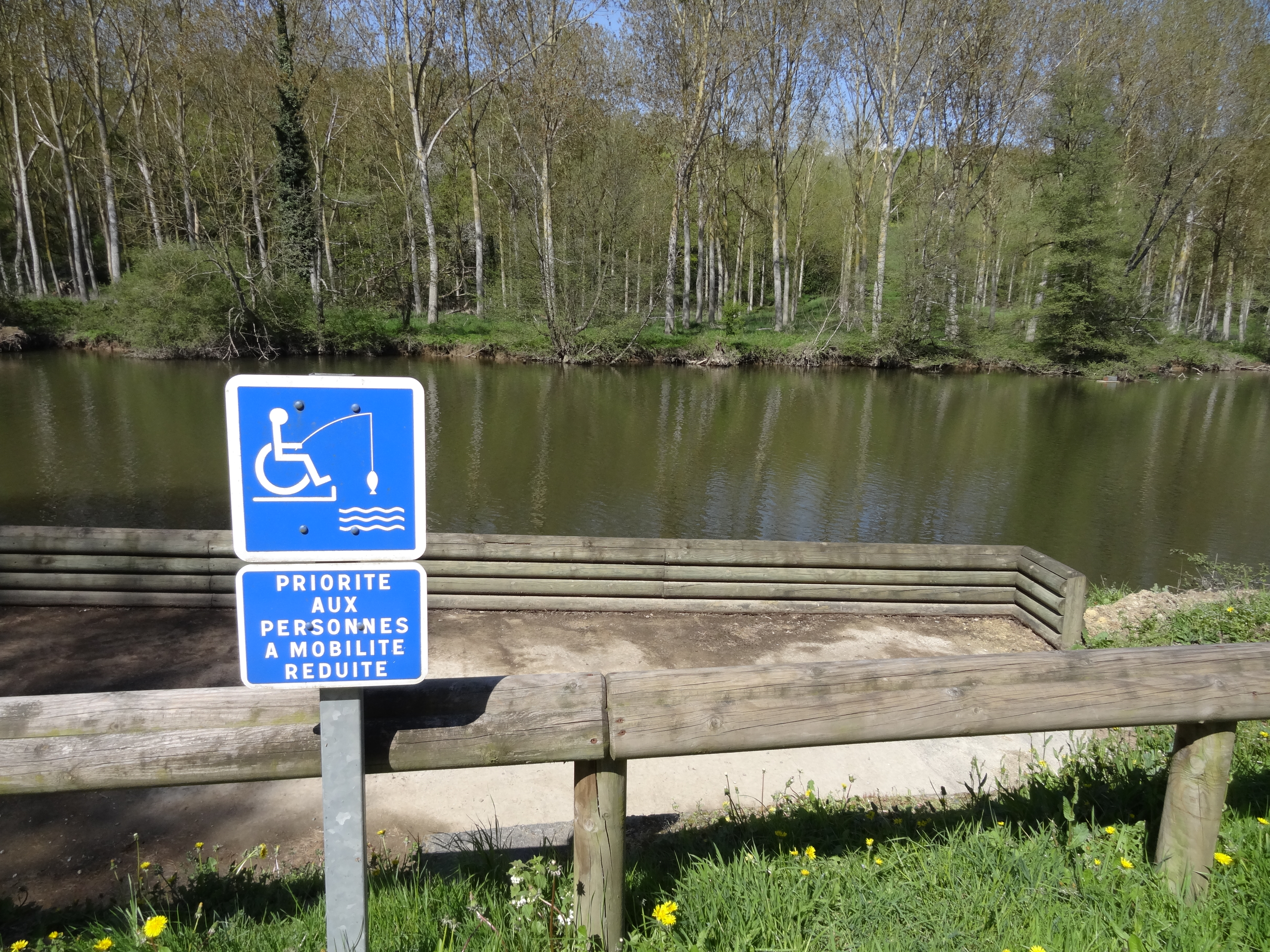
Zone spécialement aménagée pour permettre la pratique de la pêche aux personnes à mobilité réduite le long de la Mayenne, en France.

L'accessibilité aux personnes handicapées est un problème public inscrit à l'agenda du gouvernement français depuis 1975 via l'adoption de la loi no 75-534 du 30 juin 1975 d'orientation en faveur des personnes handicapées.
- Deux articles de cette loi prévoient des dispositions concernant le cadre bâti (l'article 49) et les transports (l'article 45). Un processus d'adaptation progressive du cadre de vie fut enclenché.
- Chaque nouvelle construction d'établissement recevant du public, de bâtiments d'habitation collective et de lieux de travail accueillant plus de 20 personnes devaient être accessibles. Les travaux réalisés dans ces bâtiments devaient être l'occasion d'aménagements.
- L'obligation juridique concernant les transports fut beaucoup moins forte : la loi d'orientation du 30 juin 1975 renvoyait à des décrets d'application. Un groupe interministériel comportant des représentants des ministères français, des associations de personnes handicapées, des exploitants de transport et des constructeurs décida en 1977 que l'objectif de la loi était irréaliste pour la totalité des personnes handicapées. Il définit deux types de solutions techniques pour deux populations distinctes :
  - l'aménagement des services de transports collectifs pour les personnes handicapées autonomes
  - la création de services spécialisés pour les personnes handicapées non autonomes dont les personnes en fauteuil roulant étaient les stéréotypes.

Dans les années 1970, la mise en accessibilité des moyens de transports collectifs conventionnels n'était qu'un moyen parmi d'autres (taxis, transports spécialisés fonctionnant en transport à la demande, promotion de la voiture personnelle) pour accroître la mobilité des personnes handicapées.
La politique française fut réformée en 2005 par la Loi handicap qui impose la mise en accessibilité du cadre de vie (établissements recevant du public, transports conventionnels) d'ici 2015.
Par ailleurs, la loi no 2009-323 du 25 mars 2009 (dite Loi Boutin ou Loi Molle) permet à l'administration française de déroger aux règles du document d'urbanisme pour autoriser des travaux nécessaires à l'accessibilité des personnes handicapées à un logement existant. Mais un groupe de réflexion, missionné par le ministère de l'Écologie et mené par les architectes Emmanuelle Colboc et Catherine Charpentier, relève des contradictions dans les dispositions réglementaires.

#### L'automobile et les personnes handicapées
Il existe aussi des automobiles adaptées pour certains handicaps physiques. Dans le passé, la marque DAF fabriquait les voitures les plus adaptées pour certains handicaps physiques mineurs.

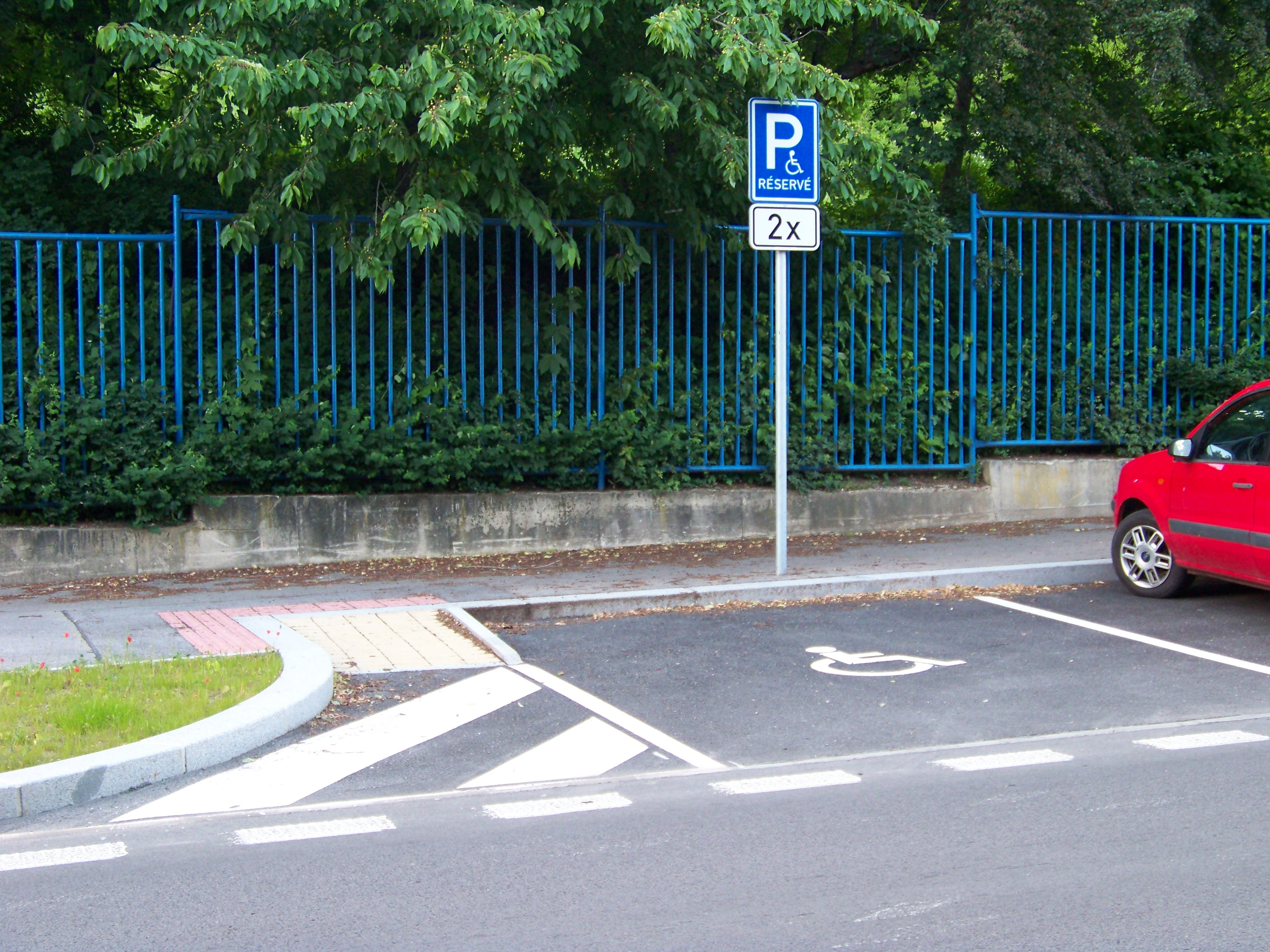
À Prague, un exemple de stationnement pour handicapés physique avec passage dédié vers le trottoir.

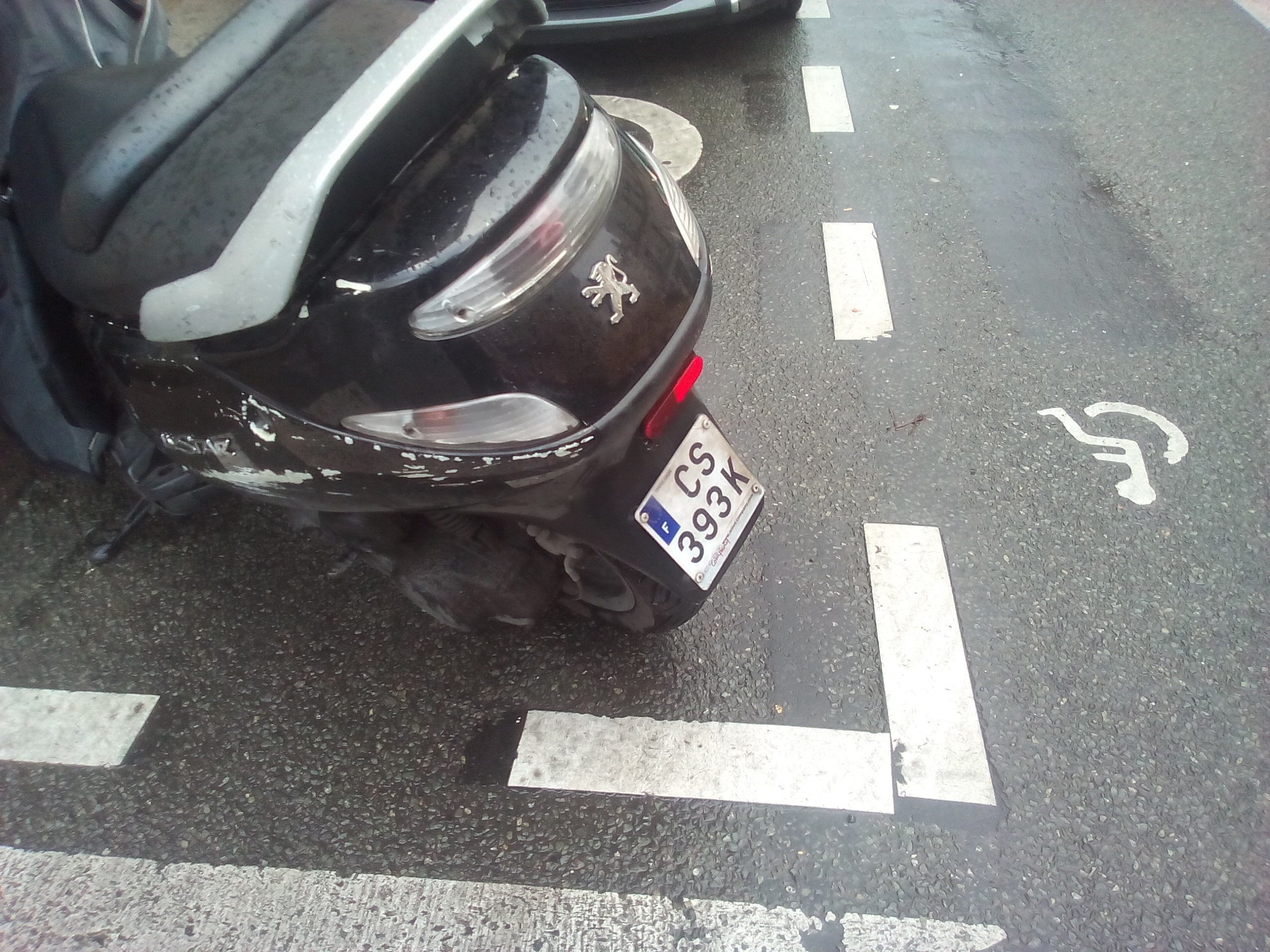
La disponibilité des places handicapés reste régulièrement soumise à leur respect par les autres usagers.

Aujourd'hui, il existe différentes adaptations pour les handicaps physiques de tous genres, et la technologie a évolué de telle sorte, qu'il est maintenant envisageable de conduire un véhicule, même pour une personne ayant des petits membres supérieurs et très peu de force, par exemple à l'aide d'un petit volant ou d'une manette (joystick) cette dernière solution n'étant pas acceptée dans tous les pays. Mais dans ce cas, il reste le petit-volant, sorte de disque de la grandeur d'une petite assiette, avec une poignée (comme sur le volant d'un véhicule de chantier). Ce système est directement relié à la colonne de direction et fait corps avec le vrai volant de la voiture. Le tout avec une direction assistée poussée à son maximum. Ainsi avec peu de force et avec de très petits mouvements, il est possible de diriger son véhicule de la même manière qu'avec un volant normal.
Il est nécessaire que des places de stationnement de véhicules automobiles soient réservées aux personnes handicapés porteuses de la carte européenne « GIG-GIC » ; ces places doivent être plus larges (3,30 m) pour permettre aux handicapés en fauteuil roulant de sortir de leur véhicule. Les pouvoirs publics ont mis en place des réglementations là-dessus, notamment en France.

#### Le train et les personnes handicapées
- Exemple de dispositifs :
- wagonlift, pour transporter une personne en fauteuil roulant du quai au train (TGV ou autre)
- Accès plus, dispositif de la SNCF qui aide à l'achat de billet, à embarquer et/ou descendre des trains...

#### Les commerces et les personnes handicapées

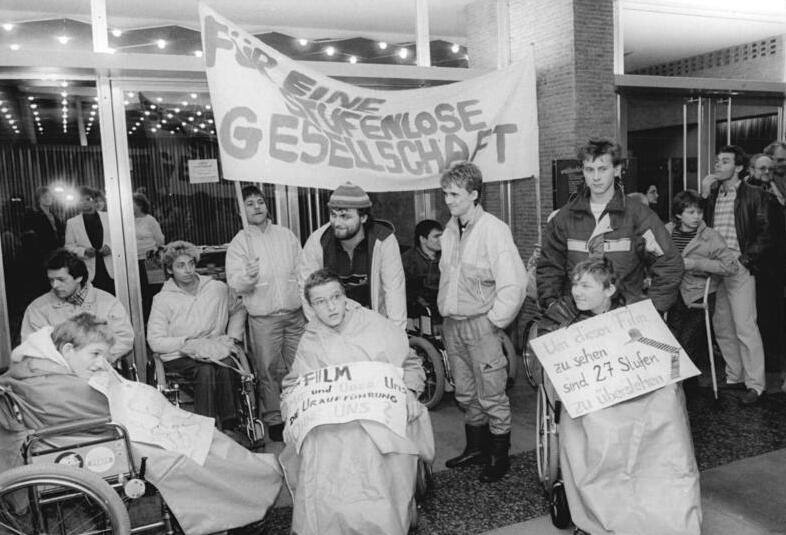
Berlin, janvier 1990 : des handicapés manifestent devant un cinéma. Avec leur slogan « Contre les barrières physiques et mentales », il revendiquent une meilleure intégration dans la société.

Au 1er janvier 2015, tous les établissements recevant du public (ERP) devaient être en mesure d'accueillir l'ensemble des personnes en situation de handicap, quelle que soit la nature de celui-ci (moteur, auditif, visuel ou mental). En 2011, les exploitants étaient encore nombreux à ne pas avoir procédé aux aménagements requis.
La date buttoir du 1er janvier 2015 n'a pas été respecté et il est question de repousser l'échéance de quelques années supplémentaires. 
En effet, ce délai initialement fixé au 1er janvier 2015 par la loi du 11 février 2005 sur le handicap n'a jamais été suivi de faits ou du moins pas en suffisance. Et le 26 février 2014 déjà, le premier ministre français s'est proposé de le repousser jusqu'à six ou neuf années supplémentaires, suivant des agendas d’accessibilité programmée ou Ad’AP définis.

#### Représentation de ce problème auprès du grand public
Dans l'épisode Le Fauteuil roulant (no 18) de la série américaine Totalement jumelles de Mary-Kate et Ashley Olsen, une des jumelles se faisait passer pour une handicapée en fauteuil roulant et s'indignait du nombre de restaurants inaccessibles pour les handicapés. C'est l'un des rares films où ce problème est évoqué.

### Pour une personne déficiente visuelle

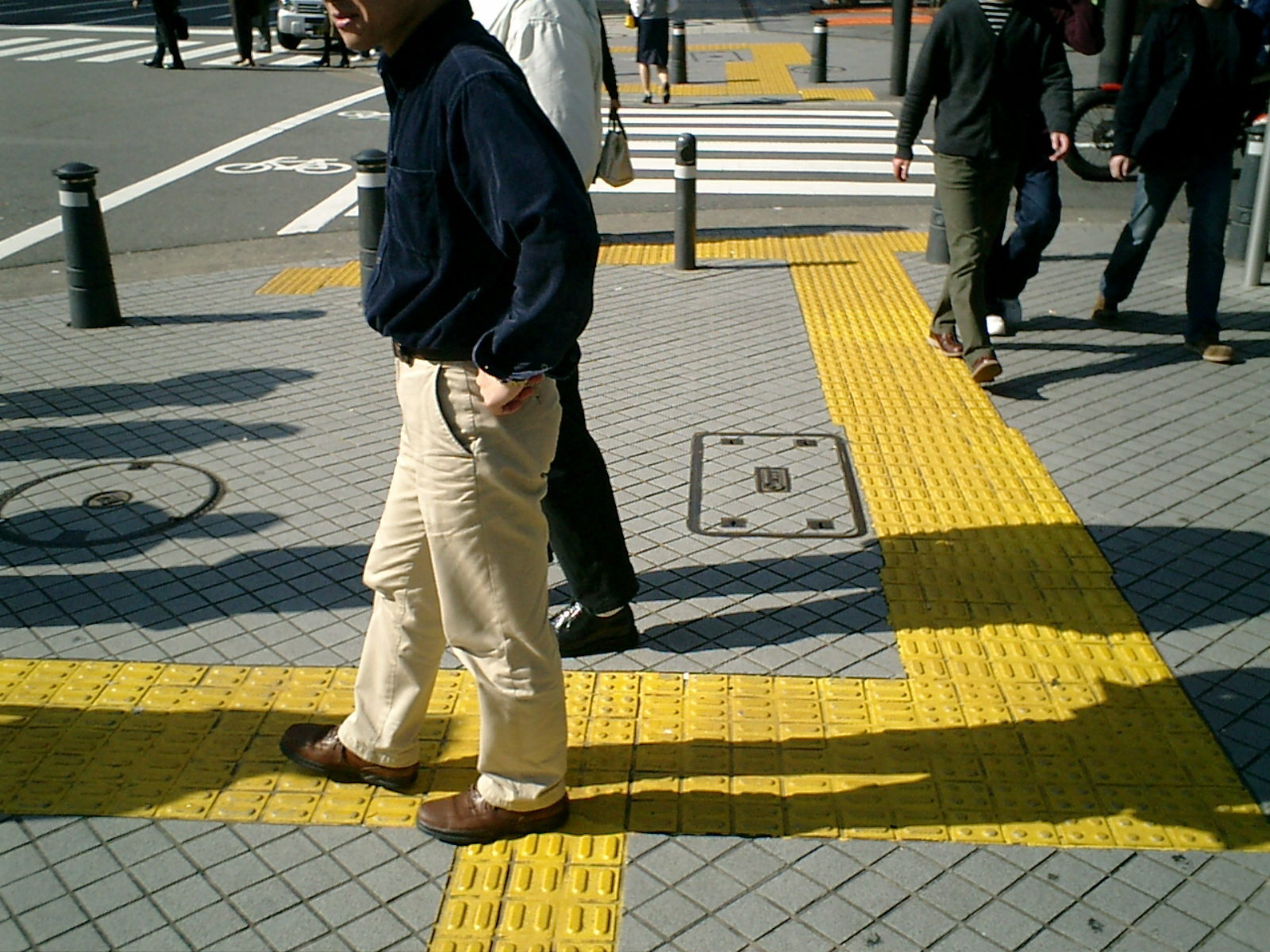
Bande podotactiles à Yokohama au Japon.

Toutes les écoles affiliées à la Fédération française des associations de chiens guides (FFAC) remettent gratuitement
les chiens guides aux personnes aveugles qui leur en font la demande.

Sur les quais de métro, des bandes podotactiles en bord des quais permettent aux personnes malvoyantes de se mettre à une certaine distance du quai.

### Enfants handicapés

#### Accès à l'éducation
Pour la grande majorité des enfants handicapés, une scolarité dans une école traditionnelle est possible avec ou sans accompagnant des élèves en situation de handicap, avec un ou une accompagnante ou dans une classe spécialisée. Ce droit à la scolarisation est néanmoins loin d'être respecté dans un certain nombre de pays, comme la France (pour diverses raisons : manque d'accompagnants, inaccessibilité des écoles...) où les familles dont l'enfant a un handicap considéré comme trop important pour pouvoir suivre une scolarité dans le système général sont souvent orientées vers des établissements spécialisés où les temps d'enseignement sont peu nombreux.

## Accessibilité à des informations

### Pour une personne à mobilité réduite
Nombre de lieux d'échange d'informations au quotidien, tels que bars, détaillants ou distributeurs et services de presse, les personnes à mobilité réduite ont souvent recours à des services Internet pour ne pas se retrouver coupées du monde extérieur.

### Pour une personne aveugle

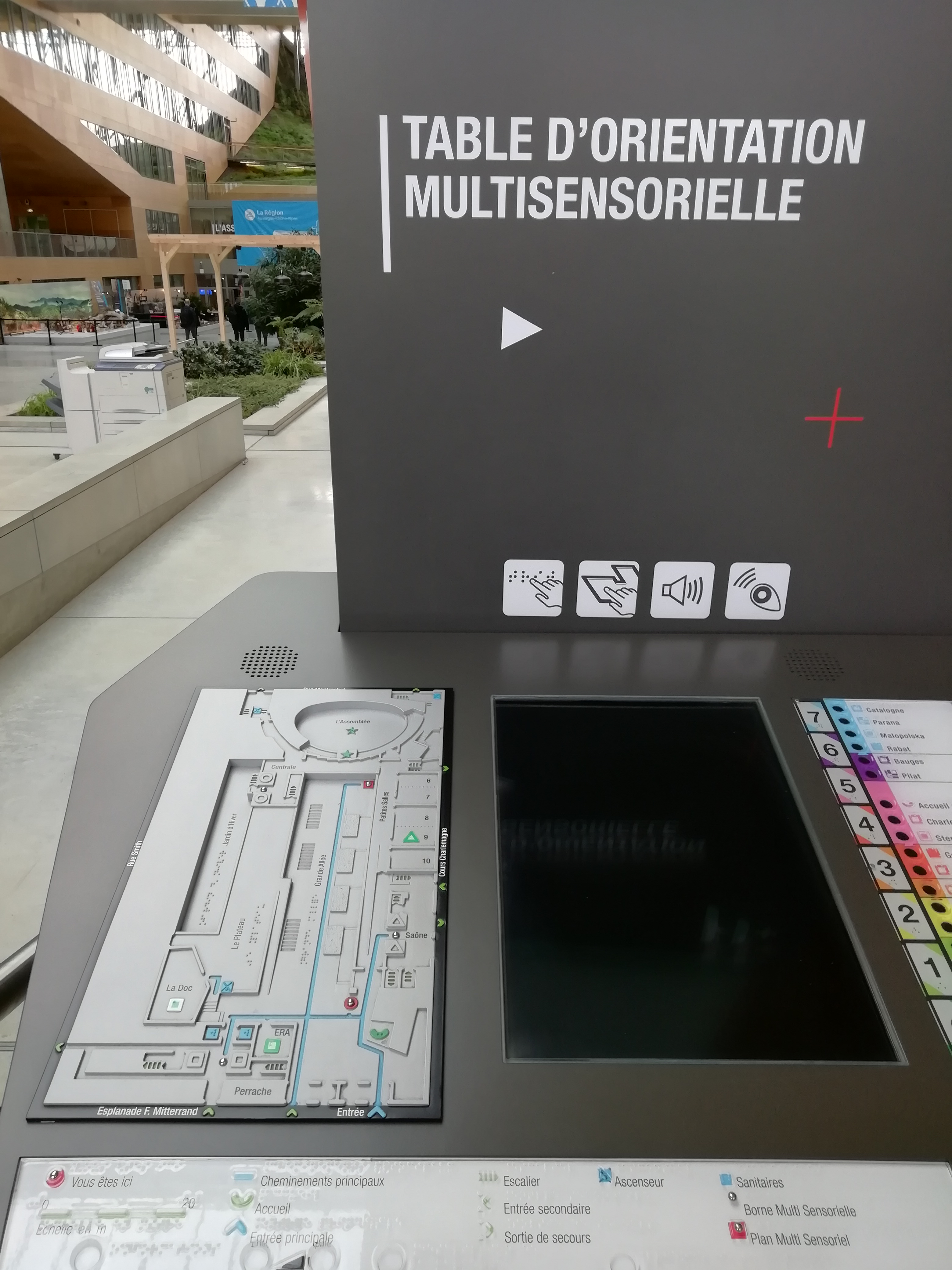
Table d'orientation tactile en intérieur de bâtiment public

Il existe des machines à lire. Une machine à lire combine un scanneur qui numérise un texte imprimé, un logiciel de reconnaissance optique de caractères (ROC) qui transforme en texte l’image fournie par le scanneur et une synthèse vocale qui restitue de manière sonore le texte. Certaines bibliothèques sont équipées de telles machines (exemples : la médiathèque de l’Association Valentin Haüy au service des aveugles et des malvoyants ou la bibliothèque de Beaugrenelle gérée par la mairie de Paris). Le mode d'emploi de ces machines est écrit en braille.
Pour rester informées, les personnes aveugles ont souvent recours à des réseaux mis à dispositions par des organes associatifs et fonctionnant grâce à des échanges oraux (centraux téléphoniques, films audio, textes en lectures audio...) ou des échanges numériques (Internet, téléphonie mobile, etc.)

#### Éticode: le code-barres au service des personnes handicapées
Compte tenu de la très large utilisation du code-barres dans le secteur de la distribution, il a été  entrepris de mettre en œuvre cette technique pour faciliter l’accès à l’information par les personnes aveugles et, plus largement, par les personnes empêchées de lire les documents imprimés.
Il s’agit du projet Éticode, 
Le principe est que la personne aveugle utilise un lecteur de code-barres pour lire  les codes-barres standards apposés sur tous les articles du commerce et ainsi accéder à l’information relative aux produits.
Combinée à la possibilité d’imprimer à bas coût des étiquettes ordinaires permettant de marquer toutes sortes d'objets et/ou documents personnels, cette utilisation des codes-barres permet aux personnes aveugles de
- reconnaître les articles de consommation courante,
- organiser leurs effets et objets personnels,
- archiver et retrouver les documents,
- prendre en main leur santé (identification des boîtes de médicaments, accès aux données en ligne).

### Pour une personne malvoyante
Il existe des téléagrandisseurs pour grossir un document (texte ou image) . La personne malvoyante peut régler le facteur de grossissement. Il existe des téléagrandisseurs autonomes et d’autres connectés à un ordinateur. Certaines bibliothèques sont équipées de ce dispositif (exemples : la médiathèque de l’Association Valentin Haüy au service des aveugles et des malvoyants ou la bibliothèque de Vaugirard gérée par la mairie de Paris).

### Pour une personne malentendante
Plusieurs administrations françaises ont mis en place des permanences de visio-interprétation, c'est-à-dire une visioconférence avec un interprète diplômé. Ce système permet aux personnes sourdes ou malentendantes, communiquant en langue des signes, de se présenter sans rendez-vous pour faire des démarches administratives ou recueillir des renseignements selon les mêmes modalités que le public entendant. De plus, dans le milieu professionnel, existe la solution offerte par les centres relais (notamment par Websourd ou Tadeo). Grâce à ces plateformes de communication, un salarié sourd ou malentendant peut émettre et recevoir à des appels téléphoniques, participer à des réunions d'entreprise et suivre des formations professionnelles. Quel que soit le mode de communication choisi par la personne sourde ou malentendante (langue des signes ou transcription instantanée de la parole), les propos de la personne entendante sont traduits par un visio-interprète ou retranscrits à l'écrit par l'intermédiaire d'opérateur en sténotypie ou en reconnaissance vocale. Ce système se fait entièrement à distance et garantit la retranscription intégrale des discours en toute transparence.
En 2017, l'application Ava, développée par un ingénieur français, Thibaut Duchemin, a été lancée en France. Développée dans la Silicon Valley, cette application permet un sous-titrage en temps réel des conversations, des réunions, ... sur l'écran d'un téléphone portable.
La loi handicap du 11 février 2005 s'applique aux services publics et privés qui doivent se rendre accessibles aux personnes handicapées en général et à celles atteintes de surdité en particulier. Partant du même principe que la solution Tadeo ou Websourd, les systèmes Acceo et Elision permettent aux entreprises et aux services publics de répondre à leurs obligations légales et de se rendre accessibles à leurs clients ou usagers sourds et/ou malentendants.
Il est nécessaire que les programmes passant à la télévision puissent être sous-titrés. En France, sur le service public, il existe un journal télévisé avec une personne à l'arrière-plan qui traduit en langue des signes.
Le décret du 9 mai 2017 relatif à l’accès des personnes handicapées aux services téléphoniques oblige les entreprises réalisant plus de 250M de chiffre d'affaires à mettre en place un service client viso chat, LSF et LfPC.

## Accessibilité à un sanitaire
L’arrêté du 8 décembre 2014, relatif à l’accessibilité aux personnes handicapées, rapporte que tous les établissements recevant du public (ERP) doivent être équipés de sanitaires pour personnes handicapées. Cette obligation ne se limite pas aux ERP, et s’étend aux installations ouvertes au public (IOP), aux bâtiments d’habitation collectifs mais également aux maisons individuelles.

## Accessibilité numérique
Il est nécessaire que les concepteurs de matériels informatiques, de logiciels, ou de sites web prennent en compte l’accessibilité de leurs outils par les personnes handicapées. 
Il existe une multitude de claviers ergonomiques ou de dispositifs clavier d'accessibilité pour des handicaps visuels, moteurs et mentaux. Par exemple, la disposition bépo permet de minimiser les troubles musculosquelettiques.[réf. nécessaire]
- Pour les personnes aveugles ou malvoyantes, il existe des logiciels appelés « lecteur d’écran » ou « revue d’écran » ; certains de ces logiciels sont payants (Jaws[17] est le plus connu) ou gratuits tels NVDA[18] (Non Video Access Desktop).

Il y a également Orca, un système d'accessibilité pour les distributions GNU/Linux, FreeBSD, NetBSD, et OpenBSD, intégrant une loupe, un lecteur d'écran, un clavier avec des touches rémanentes.
Enfin, on trouve des systèmes d'exploitations libres en français spécialement conçus pour les personnes aveugles ou malvoyantes regroupant un grand nombre d'outils d'accessibilité  GNU/Linux. Les distributions gratuites comme Vinux  et B-Linux . Une distribution payante Hypra  comprenant 5 heures de formation à domicile ainsi qu'une assistance à distance à tout horaire ouvré.
- Pour les personnes ayant des difficultés à parler, il existe notamment le logiciel KMouth qui permet de vocaliser un texte écrit.
- Pour les personnes dyslexiques, une étude espagnole (2013) [22] a montré que les meilleures polices pour les dyslexiques sont : Helvetica, Courier, Arial et Verdana.

Pour les épileptiques photosensibles, le fait de travailler longtemps sur un écran peut avoir des effets négatifs. Ceci ne concerne qu'une certaine catégorie d'épileptiques.